# Protodrilus chaetifer
Protodrilus chaetifer är en ringmaskart som beskrevs av Adolf Remane 1925. Protodrilus chaetifer ingår i släktet Protodrilus och familjen Protodrilidae. Inga underarter finns listade i Catalogue of Life.